# Miwok de la sierra del sud
El miwok de la sierra del sud és una de les llengües miwok parlades a Califòrnia, a l'actual comtat de Mariposa (Califòrnia). El 1994 tenia set parlants i actualment està gairebé extingida. Tanmateix el 2012 es va engegar un programa de revitalització lingüística a càrrec de la banda Tuolumne d'indis Me-wuk.
El nom miwok ve del nom miwok de la sierra miwwik que vol dir "poble" o "gent". Fou usat per primer cop en 1877 pels miwok de la planura i de la sierra, però des del 1908 s'usa per a diferenciar aquest grup de llengües utianes de les costano (Ohlone).

## Fonologia

### Consonants
Dessota hi ha les 15 consonants del miwok sierra del sud escrit en IPA (l'ortografia comuna és posada entre 〈 〉):
|            | Bilabial | Dental  | Alveolar    | Post- alveolar | Velar | Glotal |
| ---------- | -------- | ------- | ----------- | -------------- | ----- | ------ |
| Nasal      | m        |         | n           |                | ŋ     |        |
| Oclusiva   | p        | t̪ 〈t〉 | t 〈ṭ〉     |                | k     | ʔ      |
| Africada   |          |         | tʃ 〈c,tš〉 |                |       |        |
| Fricativa  |          |         | s           | ʃ 〈š〉        |       | h      |
| Lateral    |          |         | l           |                |       |        |
| Aproximant |          |         | j           |                | w     |        |

Hi ha una variació considerable dins dels fonemes que figuren en el quadre anterior. Per exemple, les següents al·lòfons estan en variació lliure entre si en posició intervocàlica i procedint consonants sonores: /p/ ([p] ~ [b] ~ [β]), /t/ ([t̪] ~ [d̪] ~ [ɾ]), /tʃ/ ([tʃ] ~ [dʒ]), /k/ ([k] ~ [ɡ] ~ [ɣ]). També [s] està en variació lliure amb [z] només en entorns intervocàlics. /k/ és lleugerament postvelar quan passa abans de /a/ o /o/, i en aquestes situacions sovint és escrita 〈ḳ〉. Quan es col·loca en posició intervocàlica o després de consonants sonores hi ha una variació lliure entre la velar i variants lleugerament postvelars dels següents sons : ([k̺] ~ [ɣ] ~ [g]). Finalment, els següents fonemes només es produeixen en manlleus de l'anglès: /b, d, ɡ, f, dʒ, r/.

### Vocals
A continuació es presenten les variants llargues i curtes de les 6 vocals del miwok de la sierra del sud escrit en IPA (l'ortografia comuna es va observar dins claudàtors angulars):
|          | Curta   | Curta     | Curta    | Llarga  | Llarga    | Llarga    |
| Anterior | Central | Posterior | Anterior | Central | Posterior |           |
| -------- | ------- | --------- | -------- | ------- | --------- | --------- |
| Alta     | ɪ 〈i〉 | ɨ 〈y〉   | u        | iː      | ɨː 〈yː〉 | uː        |
| Mitjana  | ɛ 〈e〉 |           |          | eː      |           | ɔː 〈oː〉 |
| baixa    |         | a         | ɒ 〈o〉  |         |           | ɑː 〈aː〉 |